# Benjamin Hertz
Benjamin Hertz (født 14. oktober 2001 i Rødovre) er en professionel cykelrytter fra Danmark, der er på kontrakt hos Team Give Steel-2M Cycling Elite.
I 2019 blev han juniorverdensmester i scratch.
Den 20. maj 2024 vandt han sit første senior A-løb i landevejscykling, da han kom først over målstregen ved 3. afdeling af Campione Pinse Cup.